# Гонсало Гуель-і-Моралес де лос Ріос
Гонсало Гуель-і-Моралес де лос Ріос (ісп. Gonzalo Güell y Morales de los Ríos; 16 лютого 1895 — 2 вересня 1985) — кубинський правник, дипломат і політик, чотирнадцятий прем'єр-міністр Куби.

## Біографія
Народився 1895 року, здобув юридичну освіту, адвокат.
Від 1956 до 1959 року обіймав посаду міністра закордонних справ Куби. У 1958—1959 роках очолював уряд.
Від 1959 року, після повалення Фульхенсіо Батисти, працював Надзвичайним і повноважним послом Куби у Бразилії, Мексиці та Колумбії. Згодом жив у Домініканській Республіці та Іспанії, пізніше — у штаті Флорида (США), де й помер 2 вересня 1985 року.